# Reptiles (película)
Reptile —titulada en español como Reptiles— es una película de suspenso y crimen estadounidense, coescrita y dirigida por Grant Singer en su debut como director de largometraje. Fue exhibida por primera vez el 7 de septiembre de 2023 en el Festival Internacional de Cine de Toronto y tuvo un estreno limitado en cines el 22 de septiembre de 2023.

## Argumento
Un detective de Nueva Inglaterra trabaja para resolver el asesinato de una agente inmobiliaria y, como resultado del caso, experimenta una reflexión sobre sí mismo.

## Reparto
- Benicio del Toro como Tom Nichols
- Justin Timberlake como Will Grady
- Alicia Silverstone como Judy Nichols
- Eric Bogosian como Capitán Robert Allen
- Ato Essandoh como Detective Dan Cleary
- Domenick Lombardozzi como Wally
- Michael Pitt como Eli Phillips
- Karl Glusman como Sam Gifford
- Matilda Lutz como Summer Elswick
- Mike Pniewski como Marty Graeber
- Thad Luckinbill como Peter
- Sky Ferreira como Renee
- Owen Teague como Rudy Rackozy
- Frances Fisher como Camille Grady
- Catherine Dyer como Deena Allen
- James Devoti como Bennett Rosoff
- Michael Beasley como Victor

## Producción
En diciembre de 2020 se anunció que Benicio del Toro había sido elegido para protagonizar la película, con el director de vídeos musicales Grant Singer haciendo su debut cinematográfico como director. Del Toro también firmaría como productor ejecutivo de la película. En agosto de 2021, Justin Timberlake se unió a la película, y Netflix adquirió la película para su distribución. En los meses siguientes se anunciaron nuevas contrataciones que incluían a Alicia Silverstone, Michael Pitt, Ato Essandoh, Frances Fisher y Eric Bogosian.

## Promoción
Las primeras imágenes promocionales de Reptile fueron publicadas por Entertainment Weekly el 17 de agosto de 2023. Cuatro días después, Netflix divulgó el primer avance y una serie de carteles promocionales.

## Estreno
La película fue exhibida por primera vez el 7 de septiembre de 2023 en el Festival Internacional de Cine de Toronto. Inicialmente, Netflix anunció el lanzamiento digital de Reptile para el 6 de octubre de 2023, sin embargo, la compañía decidió adelantar el estreno de la película en algunos cines estadounidenses para el día 22 de septiembre. Después de una semana en cartelera, Reptile llegaría al catálogo digital de Netflix.

## Recepción
Reptiles recibió en general reseñas mixtas a positivas de parte de la crítica y la audiencia. En el sitio web especializado Rotten Tomatoes, la película posee una aprobación de 44%, basada en 82 reseñas, con una calificación de 5.5/10, y con un consenso crítico que dice: "El gran trabajo de Benicio del Toro y Alicia Silverstone no es suficiente para compensar la intrincada y finalmente decepcionante historia de Reptiles." Sin embargo, de parte de la audiencia tiene una aprobación de 70%, basada en más de 1000 votos, con una calificación de 3.7/5.
El sitio web Metacritic le dio a la película una puntuación de 52 de 100, basada en 23 reseñas, indicando "reseñas mixtas o promedio". En el sitio IMDb los usuarios le asignaron una calificación de 6.8/10, sobre la base de 66 000 votos, en la página web FilmAffinity la cinta tiene una calificación de 6.2/10, basada en 3610 votos.